# Indice di benessere economico sostenibile
L'Indice di benessere economico sostenibile (in inglese: Index of Sustainable Economic Welfare o ISEW) è un indicatore economico alternativo a prodotto interno lordo.
Piuttosto che sommare semplicemente tutte le spese come nel Pil, le spese per il consumo sono corrette tenendo conto di altri fattori come la distribuzione del reddito, il deperimento delle risorse naturali e le perdite economiche dovute al degradamento dell'ambiente; si valorizza, invece, il tempo libero inserendo un suo valore economico
e un'approssimazione del valore del lavoro domestico non pagato. Le spese per la ricerca e lo sviluppo, per l'istruzione e per la sanità non contribuiscono alla formazione sono parte integrante del consumo. Genuine Progress Indicator.

## Formula
L'ISEW può essere determinato all'incirca come segue: 
ISEW = Consumo personale (la parte base del GPI e del PIL, a cui si aggiungono e sottraggono tutti gli altri indicatori)
+ Spesa pubblica (ad eccezione delle spesi riguardanti la sicurezza nazionale)
- Spese del settore privato per la sicurezza
+ Formazione del capitale
+ Servizi da lavoro domestico
- Costi del degrado ambientale
- Costi del capitale naturale

## Storia
L'indice deriva dalle idee degli economisti William Nordhaus e James Tobin rintracciabili nella loro opera Measure of Economic Welfare. I primi a formulare l'indice furono nel 1989 Herman Daly e John B. Cobb. 
L'indice è stato poi ulteriormente sviluppato ed ha portato alla definizione del Genuine Progress Indicator.

## Paradigma teorico di riferimento
Secondo Asheim questa metodologia di misurazione del benessere implica il riferimento a tre categorie di concetti: il reddito sostenibile, il welfare equivalent income e il profitto sociale netto.
Per reddito sostenibile si intende la definizione di reddito espressa da Hicks. La nozione hicksiana di reddito è sostenibile per definizione, tanto da rendere superflua e ridondante l'espressione “reddito sostenibile”.
Rispecchiando tale concetto, l'Isew sottrae al valore della produzione, misurata dal Pil, il deprezzamento del capitale naturale, del capitale materiale e le spese difensive. Il concetto di reddito implicito in questo tipo di misurazioni, tuttavia, risulta essere in realtà ancora più ampio di quello individuato da Hicks. Infatti, il welfare equivalent income si riferisce alla definizione di benessere individuata da Fisher (1906), che Daly e Cobb hanno ulteriormente ampliato includendovi il capitale naturale ed umano. Consci del fatto che il processo di crescita economica implica l'esistenza di numerose attività che influiscono negativamente sul benessere, gli autori interpretano lo psychic income al netto di queste attività. 
Ne consegue che l'Isew sottrae al consumo personale le spese effettuate ai fini della sostituzione, acquisto e manutenzione dei beni durevoli; successivamente vengono effettuate delle integrazioni e deduzioni il cui scopo è quello di computare all'interno dell'indice esternalità negative o positive associate al consumo. Il profitto sociale netto, invece, esprime una misura dell'efficacia di alcune scelte di policy. Esso consiste in una versione estesa dell'analisi costi/benefici che, anziché avvalersi dei valori monetari espressi dal Pil, utilizza il welfare equivalent income ed il reddito sostenibile. 
Il profitto sociale netto, dunque, si definisce come la differenza tra il valore che assume l'Isew in seguito all'adozione di una determinata politica e il valore che assume l'indice in assenza di essa. L'ultimo aspetto teorico che occorre evidenziare consiste nel fatto che l'Isew, considerando congiuntamente la dimensione reddituale, la dimensione ambientale e la dimensione sociale, è definibile a tutti gli effetti come un indicatore di sviluppo sostenibile, il cui scopo, nota Lawn (2003), è quello di esprimere una misura quantitativa del benessere sociale, all'interno di un territorio, in un determinato periodo, considerando contemporaneamente gli effetti delle attività passate e l'insieme delle attività presenti.

## Nel mondo

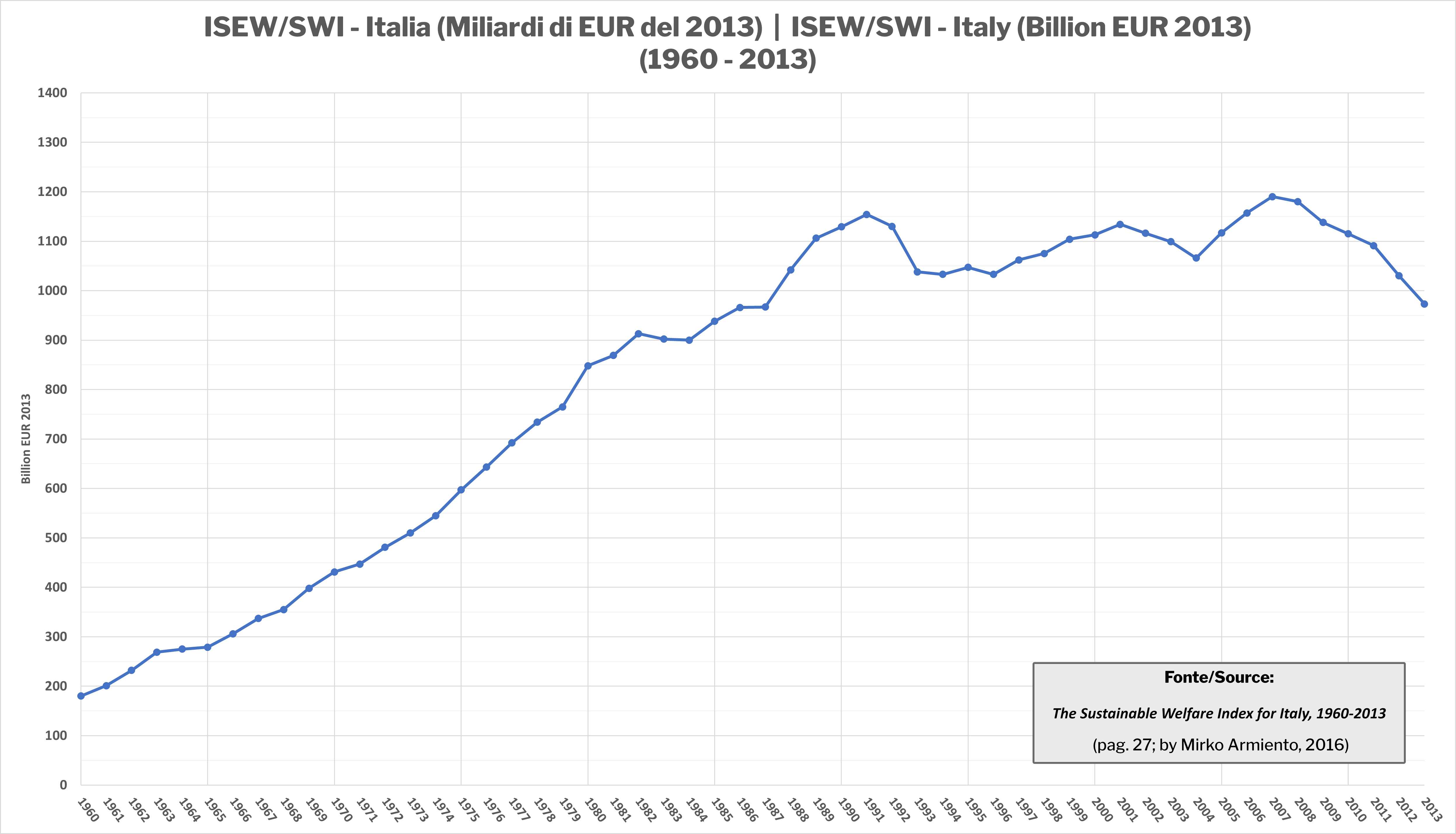
ISEW dell'Italia (1960 - 2013).

### Italia
Per l'Italia l'ISEW è stato calcolato dall'economista Mirko Armiento. Per questa elaborazione l'ISEW classico è stato arricchito di ulteriori indicatori, come il costo annuale per gli incidenti stradali e per il trasporto pendolare.
L'ISEW italiano è cresciuto ininterrottamente fino al 1991 fino ad arrivare a oltre 1100 miliardi di € (prezzi costanti del 2013), per poi stabilizzarsi su tale livello fino al 2007 e cominciare infine a decrescere da lì in poi.

### Stati Uniti

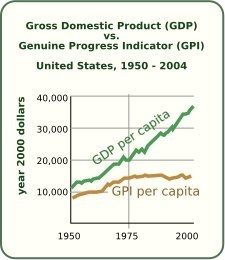
GPI degli Stati Uniti, in confronto al PIL (1950 - 2004).

Negli Stati Uniti l'ISEW e il GPI vanta già un nutrito gruppo di studiosi interessati. Gli studi sul GPI/ISEW mostrano che esso sia cresciuto fino a metà anni '70, per poi stabilizzarsi intorno ai 15.000$ pro-capite.

### Finlandia
Per la Finlandia il calcolo completo del GPI e ISEW è stato effettuato dal dr. Jukka Hoffrén a Statistics Finland nel 2001, per poi essere esteso ulteriormente dopo.
L'ISEW finlandese è cresciuto fino al 1983 circa, per poi subire un repentino crollo e ricominciare a riprendersi da fine anni '90, ritornando quasi ai livelli del 1983.